# Йон, Евгения
Евгения Йон (нем. Eugenie John; 1825—1887) — немецкая романистка, известная под псевдонимом Э. Марлитт (E. Marlitt).
Вместе с Оттилией Вильдермут и Марией Натузиус была одной из наиболее известных германских детских писательниц своего времени.

## Биография
Дочь купца, с 17 лет приёмная дочь княгини Шварцбург-Зондерсхаузен, готовилась к сценической деятельности, но была вынуждена отказаться от неё из-за глухоты. Расставшись с княгиней, у которой была чтицей и компаньонкой, жила в Арнштадте, в Тюрингии.
Дебютировала в 1865 в «Gartenlaube» повестью: «Die zwölf Apostel» (Leipzig, 1865); затем быстро следовали один за другим многочисленные романы и рассказы, написанные талантливо, но страдающие избытком тенденциозности и не всегда свободные от банальности: «Goldeise» (1866); «Blaubart» (1866); «Das Geheimniss der alten Mamsel» (1868); «Thüringer Erzählungen» (1869); «Die Reichsgräfin Gisela» (1870); «Heiderprinzesschen» (1871); «Die zweite Frau» (1873); «Im Haus des Kommerzienrats» (1877); «Im Schillingshof» (1880); «Die Frau mit den Karfunkelsteinen» (1885).
Иллюстрированное полное собрание сочинений Йон издано в Лейпциге в 1890. На русский язык переведены: «Вторая жена», «В Шиллингсгофе», «Имперская графиня Гизеля», «Служанка», «Степная принцесса», «Тайна старой девы», «Яхонтовая диадема», «Аристократы и демократы», «Дама с рубинами».